# Torre de’ Busi
Torre de’ Busi – miejscowość i gmina we Włoszech, w regionie Lombardia, w prowincji Lecco.
Według danych na rok 2004 gminę zamieszkiwały 1744 osoby, 193,8 os./km².